# 폴 터갓
폴 키빌리 터갓(Paul Kibii Tergat, 1969년 6월 17일 - )은 케냐의 장거리 달리기 선수이다.

## 어린 시절
리프트밸리 주의 바링고 구역 리워에서 태어난 터갓은 많은 육상 선수들과는 달리 고등학교를 졸업한 후에 자신의 재능을 깨달았다고 한다.

## 경력
터갓은 1995년부터 1999년까지 5연속 세계 크로스컨트리 선수권 대회를 우승하였다.
2000년 리스본 하프마라톤에서 코스 신기록이자 개인 최고 기록 59.06초를 세워 우승하였고, 5년 후에 다시 우승을 거두었다. 그의 성취들은 라틴아메리카의 거리 경주에서 가장 중요한 이벤트인 성 실베스터 거리 경주에서 5개의 승리들을 포함한다. 그는 자신이 1995년에 수립한 현재 15km 거리의 기록을 보유하고 있다. 그의 성 실베스터 경주에서 상연들은 브라질에서 자신을 명성 위신으로 만들었다.
그는 자신의 친구이자 에티오피아의 하일레 게브르셀라시에와 라이벌 사이였다. 1996년과 2000년 하계 올림픽의 10,000m 결승전에서 둘다 게브르셀라시에에게 좁은 차이로 패하였다.
1997년과 1999년 세계 육상 선수권 대회에서도 게브르셀라시에에게 밀려 2위를 하였으며, 1995년에는 그와 모로코의 칼리드 스카에게 밀려 3위를 하였다.
트랙에서 터갓은 1997년 8월 22일 브뤼셀에서 26분 27.85초와 함께 게브르셀라시에의 세계 기록을 깼다. 그 기록은 다시 게브르셀라시에에 의하여 깨졌으나 터갓의 시간은 2009년으로 봐서 케냐 기록으로 남아있다. 터갓의 세계 기록은 2005년 새뮤얼 카마우 완지루에 의하여 깨졌다.
2002년 런던 마라톤에서 터갓은 게브르셀라시에와 경주를 벌였으며, 게브르셀라시에를 꺾던 터갓은 당시 세계 기록 모유자 칼리드 카누치에게 밀려 2위를 하였다. 셋은 2007년에도 다시 경주를 벌였는 데 터갓이 와료하는 데 그들 중의 단 하나였다.

### 마라톤 경력
터갓은 자신의 첫 3개 마라톤에서 2위를 하였다 - 런던 마라톤(2001, 2002)과 시카고 마라톤(2001).
2003년 9월 28일 베를린 마라톤에서 세계 기록 2시간 04분 55초를 세웠다.
2005년 11월에 열린 뉴욕 마라톤에서 센트랄 파크를 공포적 전력으로 지나면서 전직 챔피언 헨드릭 라말라를 2시간 09분 29.90초 대 2시간 09분 30.22초로 꺾고 우승을 거두었다.
2004년 아테네 올림픽 마라톤에서는 10위에 머물고 말았다. 2006년 뉴욕 마라톤에서 3위를 하고, 2008년 베이징 올림픽에 출전할 욕망을 보였으나 선발되지 못하였다. 그해 후순에 뉴욕 마라톤 4위를 하였다.
2009년 일본에서 열린 비와호 마라톤에서 2시간 10분 22초로 우승하였다.
2010년 아베베 비킬라 상을 수상하였다.